# Diesel Motor Company of America
Die Diesel Motor Company of America wurde von Adolphus Busch (1839–1913) in New York am 4. Januar 1898 gegründet, nachdem er den Lizenzvertrag mit Rudolf Diesel über die Rechte zum Bau von Dieselmotoren in den USA und Kanada abgeschlossen hatte.
Es wurden die Patente für Nordamerika verwertet und Dieselmotoren für viele Anwendungen gebaut. Das Unternehmen stellte nach mehrfachen Umfirmierungen bis 1946 Dieselmotoren her, wurde an die Nordberg Manufacturing Company in Milwaukee, Wisconsin verkauft und Ende der 1940er Jahre wurde der Motorbau eingestellt.

## Lizenzvertrag
Adolphus Busch war ein reicher deutschstämmiger Brauereibesitzer in Amerika, der zur Erholung und geschäftlich regelmäßig nach Deutschland fuhr. Sein Geschäftsfreund Berthold Bing, bei dem er Hopfen einkaufte, sprach 1897 mit ihm über den neuen Augsburger Motor von Rudolf Diesel. Er weckte die Neugier von Busch, da der ein großes zukünftiges Geschäft witterte. Busch informierte per Telegramm Edward Daniel Meier, der sich um die technischen Details kümmern und sich auch maßgeblich an den notwendigen Gesprächen und Verhandlungsdetails bezüglich der Lizenzen beteiligen sollte.

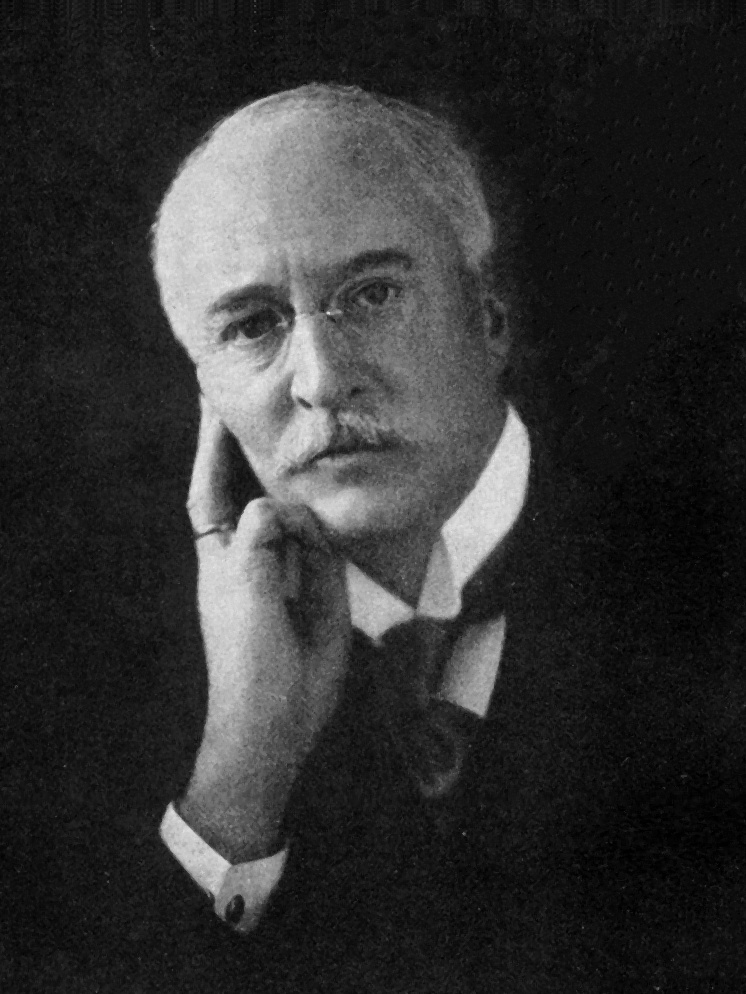
Rudolf Diesel
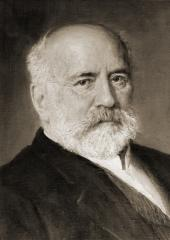
Heinrich von Buz, Direktor der Maschinenfabrik Augsburg
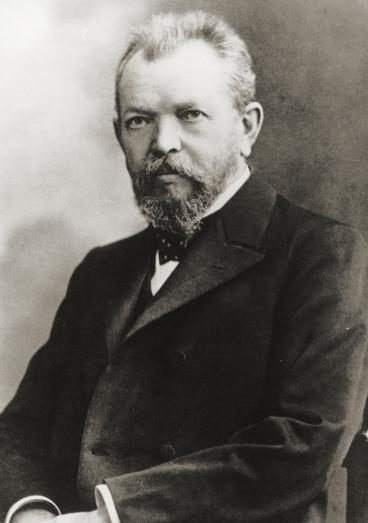
Anton Rieppel, Vorstandsmitglied der „Maschinen-bau AG Nürnberg“
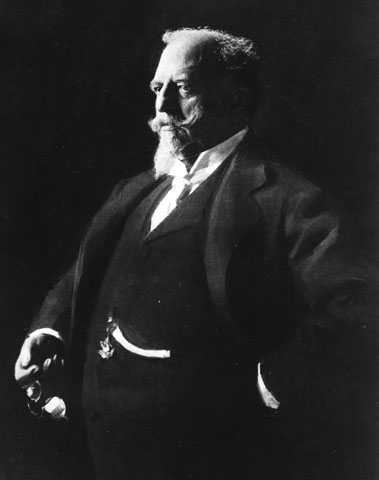
Adolphus Busch in seinen letzten Lebensjahren
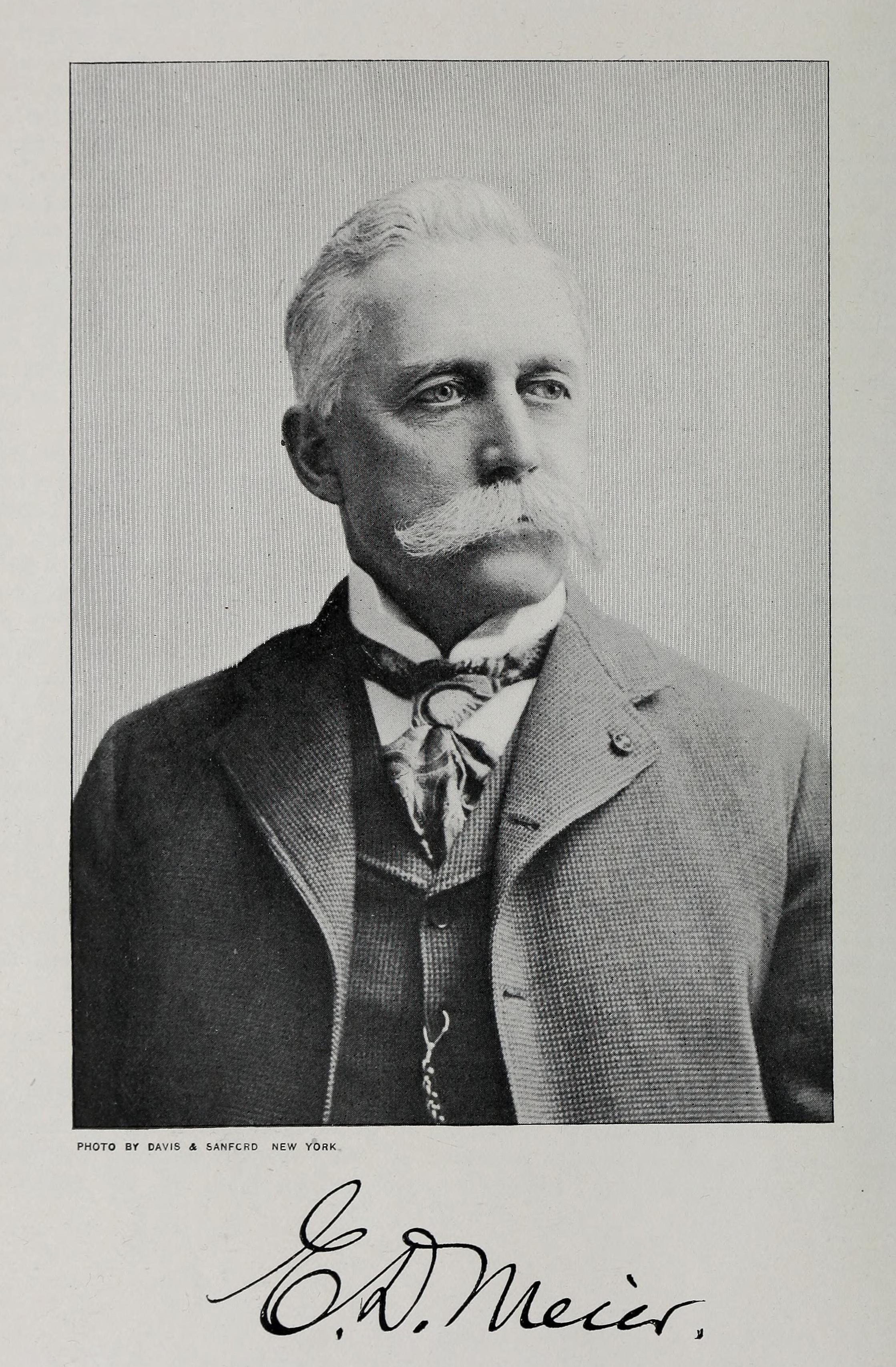
Edward Daniel Meier, technischer Berater von Busch

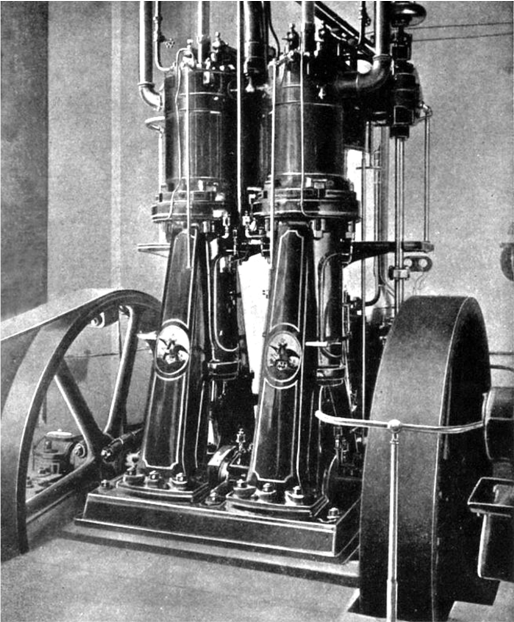
Erster Dieselmotor, der in den USA gebaut wurde

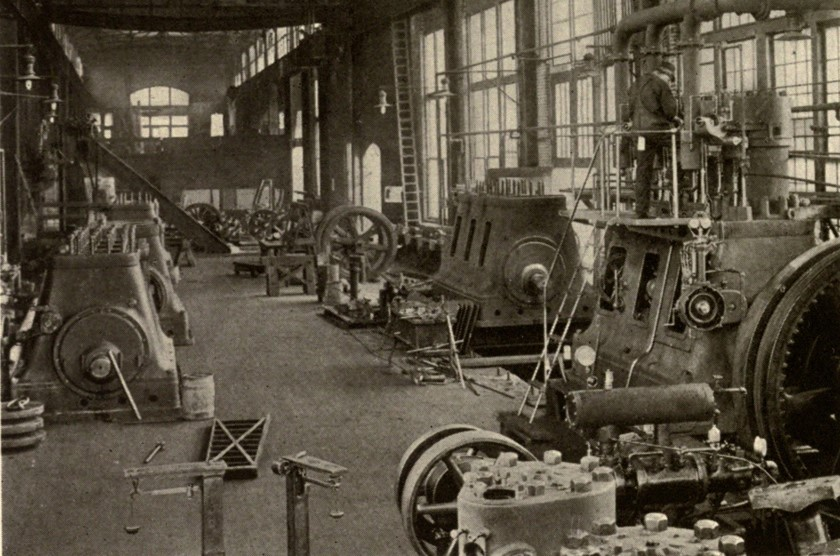
Werkstatt der Diesel Motor Company of America in den USA

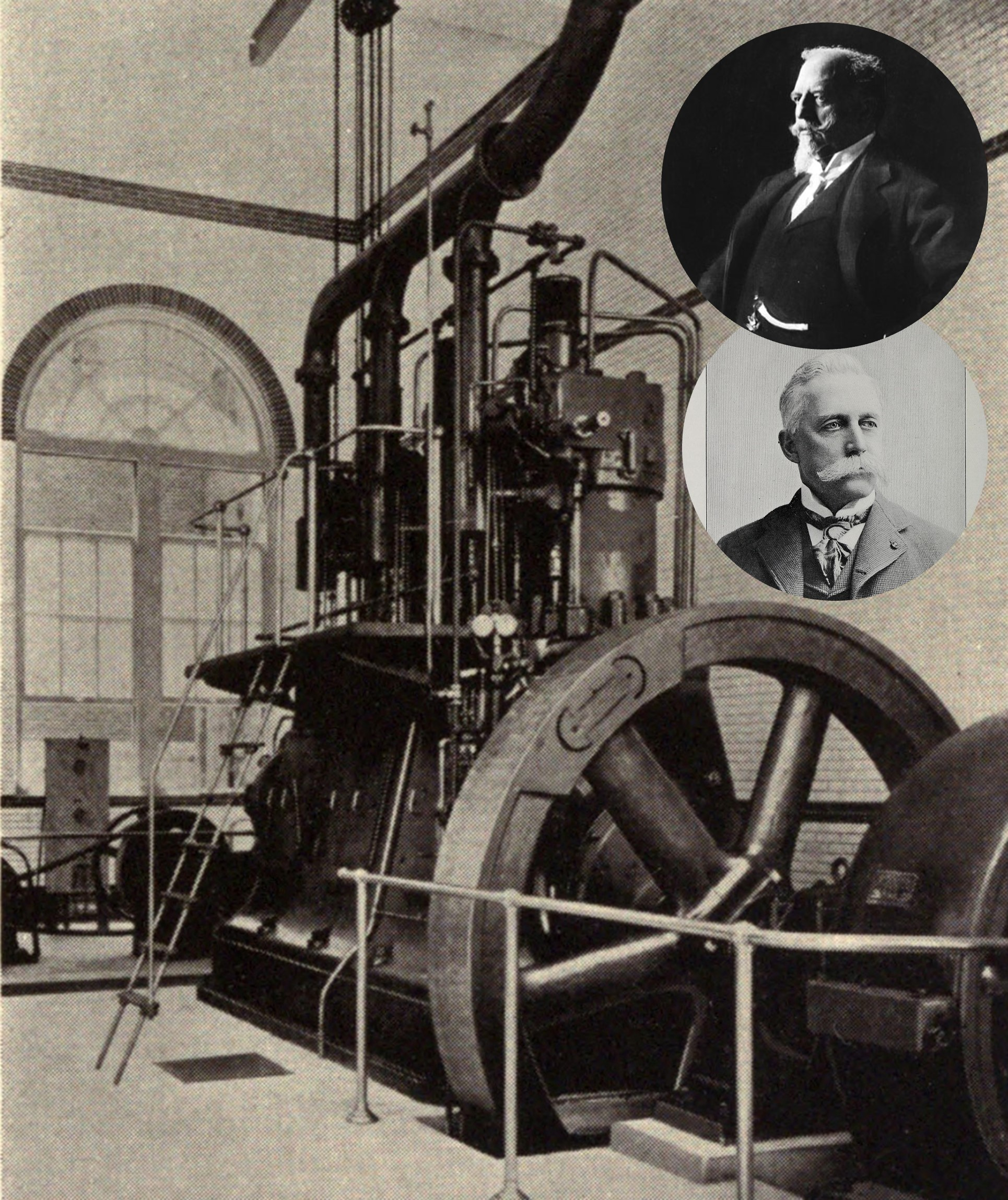
Busch Diesel um 1900 mit Abb. von Adolphus Busch und Edward Daniel Meier

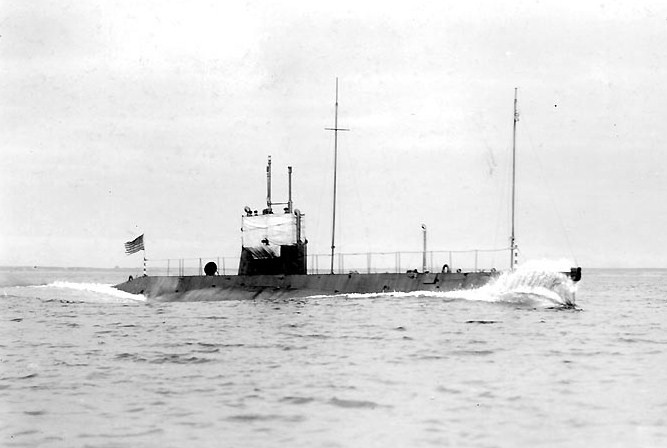
US U-Boot L1 mit 2 × 450 PS Busch-Sulzer Motoren

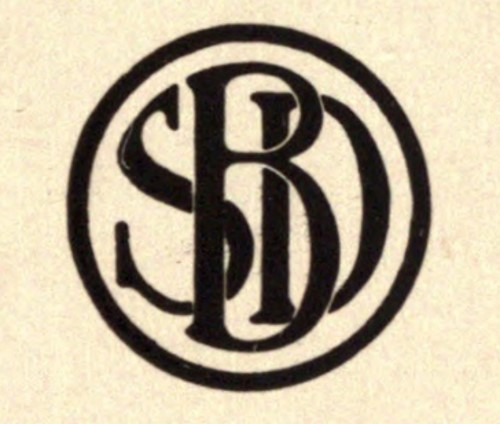
Emblem Busch-Sulzer

Meier hatte an der Universität Washington studiert und am Polytechnikum in Hannover seine technische Ausbildung fortgesetzt. Anschließend hatte er in Amerika als Eisenbahningenieur gearbeitet und in der Stahlindustrie und im Maschinenbau Erfahrungen gesammelt. 1885 erwarb er die US-Rechte an den Kesseln einer neuen deutschen Dampfkesselfabrik, gründete die Heine Wasserrohrkessel Fabrik und wurde 1911 zum Präsidenten der amerikanischen Ingenieur Society gewählt.
Busch besuchte Rudolf Diesel am 6. September 1897 in Baden-Baden, er war in Begleitung seines Schwiegersohnes Hugo Reisinger und Berthold Bing. Er sicherte sich in einem Vorvertrag bis zum 15. November die Option für die amerikanischen Patentrechte. Sie berieten sich mit Rieppel, Vorstandsmitglied der „Maschinenbau AG Nürnberg“. Nach der Fusion mit der „Maschinenfabrik Augsburg“ leitete Rieppel ab 1898 gemeinsam mit Heinrich von Buz die Maschinenfabrik Augsburg-Nürnberg AG.
Meyer kümmerte sich in diesen Wochen um die technischen Details des Versuchsmotors und war mehrfach im Labor, um den Motor vor Ort und im Lauf zu begutachten. Er dokumentierte seine Eindrücke über den Motor aber auch über Rieppel, Diesel, und Buz, (den er als „Bismarck der deutschen Maschinenindustrie“ bezeichnete). Er sandte entsprechende Reports an Busch, der sich zu dieser Zeit ebenfalls in Deutschland aufhielt.
Er dokumentierte die Testläufe vom 30. September, bei denen ein spezifischer Brennstoffverbrauch unter 215 gr/PSh und damit ein Wirkungsgrad von 29,5 % ermittelt wurde. Meier war sehr zufrieden und empfahl Busch, die amerikanischen Patentrechte von Diesels Motor zu kaufen.
Drei Wochen später trafen Busch, Reisinger, Bing und Meyer Rudolf Diesel in München und am 9. Oktober 1897 wurde der Lizenzvertrag erstellt und unterzeichnet. Dafür erhielt Diesel von Busch eine Million Mark sowie 5 % Lizenzgebühren für jeden in Nordamerika und Kanada verkauften Dieselmotor. Bing erhielt 50.000 Mark Provision.

## Gründung der Diesel Motor Company of America
Nach seiner Rückkehr in die Vereinigten Staaten gründete Busch die Diesel Motor Company of America. Adolphus Busch (1839–1913) wurde Präsident, Oberst Edward Daniel Meyer Chefingenieur und Buschs Schwiegersohn, Hugo Reisinger wurde Finanzchef dieser neuen Gesellschaft zum Entwurf, Konstruktion sowie Vermarktung von Dieselmotoren in Nordamerika und Kanada. Außerdem sollten die zukünftigen amerikanischen Dieselmotorhersteller als Lizenznehmer von der Gesellschaft betreut werden. Busch orderte noch in Deutschland je einen Dieselmotor von der Nürnberger Motorenfabrik und von Deutz, die nach Fertigstellung nach Amerika verschifft wurden.

## American Diesel Engine Company (ADE)
Am 2. Dezember 1901 entstand aus der Diesel Motor Company von Adolphus Busch und der International Power Company (IPC) das Nachfolgeunternehmen American Diesel Engine Company.  Es gab jedoch 1902 Differenzen mit der am 17. September 1898 in Augsburg gegründeten und 1911 aufgelösten Allgemeinen Gesellschaft für Dieselmotoren, die für die Verwaltung der Lizenzen zuständig war. Dabei ging es u. a. um zu zahlende Lizenzgebühren für U-Boot-Motoren und um Zeichnungen für einen deutschen Marinemotor. Rudolf Diesel versuchte zu klären und führte Gespräche sowie Briefwechsel mit Bing und Busch.
Im Jahr 1908 übernahm Busch alle Vermögenswerte der ADE und wurde der alleinige Eigentümer. 1908 erfolgte auch der Umzug nach St. Louis, Missouri.

## Busch-Sulzer Brothers Diesel Engine Company St. Louis
Am 7. Dezember 1910 einigten sich Rudolf Diesel, die Gebrüder Sulzer und Adolphus Busch darauf, ein Gemeinschaftsunternehmen als Nachfolger der American Diesel Engine Company zu gründen, was 1911 erfolgte. Sulzer brachte seine US-amerikanischen und kanadischen Rechte sowie Zeichnungen für Dieselmotoren ein, Busch brachte seine Anteile an der American Diesel Engine Company in das gemeinsame Unternehmen ein, und Diesel steuerte seine US-Patente bei.
Das neue Werk in St. Louis, das eine Investition von einer Million Dollar darstellte, wurde mit allen modernen Maschinen und Einrichtungen ausgestattet, und zur Grundsteinlegung war Rudolf Diesel eingeladen. Busch-Sulzer produzierte bis zum Zweiten Weltkrieg Motoren für Lokomotiven, zivile Kunden und die US-Marine mit Schwerpunkt Dieselmotoren für amerikanischen U-Boote.
In den 1940er Jahren wurden die Vermögenswerte an die Nordberg Manufacturing Company in Milwaukee, Wisconsin verkauft und der Dieselmotorbau eingestellt.

## Russische Diesel Motor Company
Die Russische Diesel Motor Company wurde am 16. Februar 1898 in Nürnberg von Rudolf Diesel, Marcus Wallenberg, Emanuel Nobel und Berthold Bing gegründet. Mit dem Erwerb des russischen Patents Nr. 261 wurden anschließend in Russland Lizenzen zum Bau von Dieselmotoren vergeben.